# 伍仁桥镇
伍仁桥镇，是中国河北省安国市下辖的一个乡镇级行政单位。

## 行政区划
伍仁桥镇下辖以下地区：
伍仁桥村、伍仁村、流昌村、南章令村、流托村、中送村、奉伯村、寺下村、军诜村、南郭村、新军诜村、大章村、沙头村和宋固村。